# Abel Balderstone
Balderstone  Roumens est un nom espagnol. Le premier nom de famille, en général paternel, est Balderstone ; le second, en général maternel, souvent omis, est Roumens.
Abel Balderstone Roumens, né le 7 juillet 2000 à Ullastrell, est un coureur cycliste espagnol. Il est membre de l'équipe Caja Rural-Seguros RGA .

## Biographie
En 2019, Abel Balderstone rejoint le club murcien Valverde-Terra Fecundis pour ses débuts espoirs (moins de 23 ans). Il intègre ensuite la réserve de l'équipe Caja Rural-Seguros RGA en 2022. Bon grimpeur, il s'illustre chez les amateurs en obtenant neuf victoires et une troisième place au championnat d'Espagne espoirs. Il connaît également sa première sélection en équipe nationale.
Ses bons résultats lui permettent de passer professionnel en 2023 au sein de la formation Caja Rural-Seguros RGA,.

## Palmarès

### Palmarès amateur
- 2018
  - 2e du Circuito Cántabro Junior
- 2021
  - 2e du Tour d'Estrémadure
- 2022
  - Tour de Guadalentín :
    - Classement général
    - 1re étape (contre-la-montre)

  - Laukizko Udala Saria
  - Premio San Pedro
  - Dorletako Ama Saria
  - Tour de Madrid Espoirs :
    - Classement général
    - 1re (contre-la-montre) et 2e étapes

  - 3e du championnat d'Espagne sur route espoirs
  - 3e du Mémorial Etxaniz
  - 3e du Tour de Cantabrie

### Palmarès professionnel
- 2023
  - 4e étape du Grand Prix Beiras et Serra da Estrela
  - 2e du Grand Prix Beiras et Serra da Estrela
- 2024
  - Clásica Terres de l'Ebre
- 2025
  -  Champion d'Espagne du contre-la-montre

### Résultats sur les grands tours

#### Tour d'Espagne
1 participation
- 2023 : 77e

### Classements mondiaux
| Année                                 | 2022 | 2023 | 2024  |
| ------------------------------------- | ---- | ---- | ----- |
| Classement mondial                    | nc   | 824e | 1169e |
| UCI Europe Tour                       | 717e | nc   | nc    |
|                                       |      |      |       |
| Légende : nc = non classéSource : UCI |      |      |       |